# Nasonovia williamsi
Nasonovia williamsi är en insektsart som först beskrevs av Smith, C.F. och Parron 1978.  Nasonovia williamsi ingår i släktet Nasonovia och familjen långrörsbladlöss. Inga underarter finns listade i Catalogue of Life.